# Ray (BUMP OF CHICKENの曲)
「ray」（レイ）は、BUMP OF CHICKEN（feat. HATSUNE MIKU）の2作目の配信限定シングル。2014年3月12日にトイズファクトリーより配信開始。

## 概要
前作「虹を待つ人」から約7ヶ月ぶりのシングルで、前作に引き続き配信限定シングルとして発売された。

## 収録曲
1. ray feat. HATSUNE MIKU（5:01）
  - 作詞・作曲:藤原基央　編曲:BUMP OF CHICKEN

同日発売となったアルバム『RAY』収録曲「ray」の別バージョン。
バンド初（2023年現在唯一）のフィーチャリング・アーティストとして初音ミクを迎えている。また、初音ミクにとってもクリプトン・フューチャー・メディア社公式による他アーティストとのコラボレーションとしては史上初の例となった[1]。
リリース翌日に、アルバム版「ray」のミュージックビデオを手がけた東市篤憲（A4A）が引き続き監督し、クリプトン社が全面協力したミュージックビデオがYouTubeにて公開された。
ライブでは、同年7月31日に東京ドームで開催されたツアー『WILLPOLIS 2014』のファイナル公演でこのバージョンが初披露された（2023年時点で唯一の披露）。
同年6月14日には初音ミクも、MTV Video Music Awards Japan 2014でのオープニング・アクト出演時などで同曲を単独披露している。初音ミクのオフィシャルイベントである「初音ミク マジカルミライ2016」でミクが披露した模様は、パッケージ化されている。
初音ミクのプログラミングは、レーベルメイトであるkz（livetune）が手がけた。kzは同年9月発売のアルバム『と』に同曲のカバーを収録している。

## 収録アルバム
- 『RAY』（オリジナル版）

## 批評
本楽曲は賛否両論をもって受け入れられた。クラムボンのミトと音楽雑誌『MARQUEE』の編集長である松本昌幸は自身のウェブラジオ番組で、賛の声として「新たな挑戦だ」、否の声として「初音ミクのカルチャーに擦り寄るな」「バンドらしくない」といった感想を紹介。ミト自身は10年以上ぶりにBUMP OF CHICKENの楽曲に触れ「めちゃイイじゃん！」と感想を述べた上で、このコラボレーションに賛否両論が起こる事自体に対し「苛立つ」と発言。松本昌幸も「今ごろ日本のロックバンドと初音ミクがコラボレーションしたことで、大きなニュースになること自体がむかむかする」、「このニュースが大きな話題になったこと自体が日本のロックバンドの遅れを如実に表してしまった」と話した。
バンドメンバーと親交の深い鹿野淳は、現在のVOCALOIDという音楽自体がBUMP OF CHICKEN以降の文脈にあると分析しており、「必然のコラボレートだった」と書いている。